# Pyrausta rubritinctalis
Pyrausta rubritinctalis là một loài bướm đêm trong họ Crambidae.